# MZ-1500

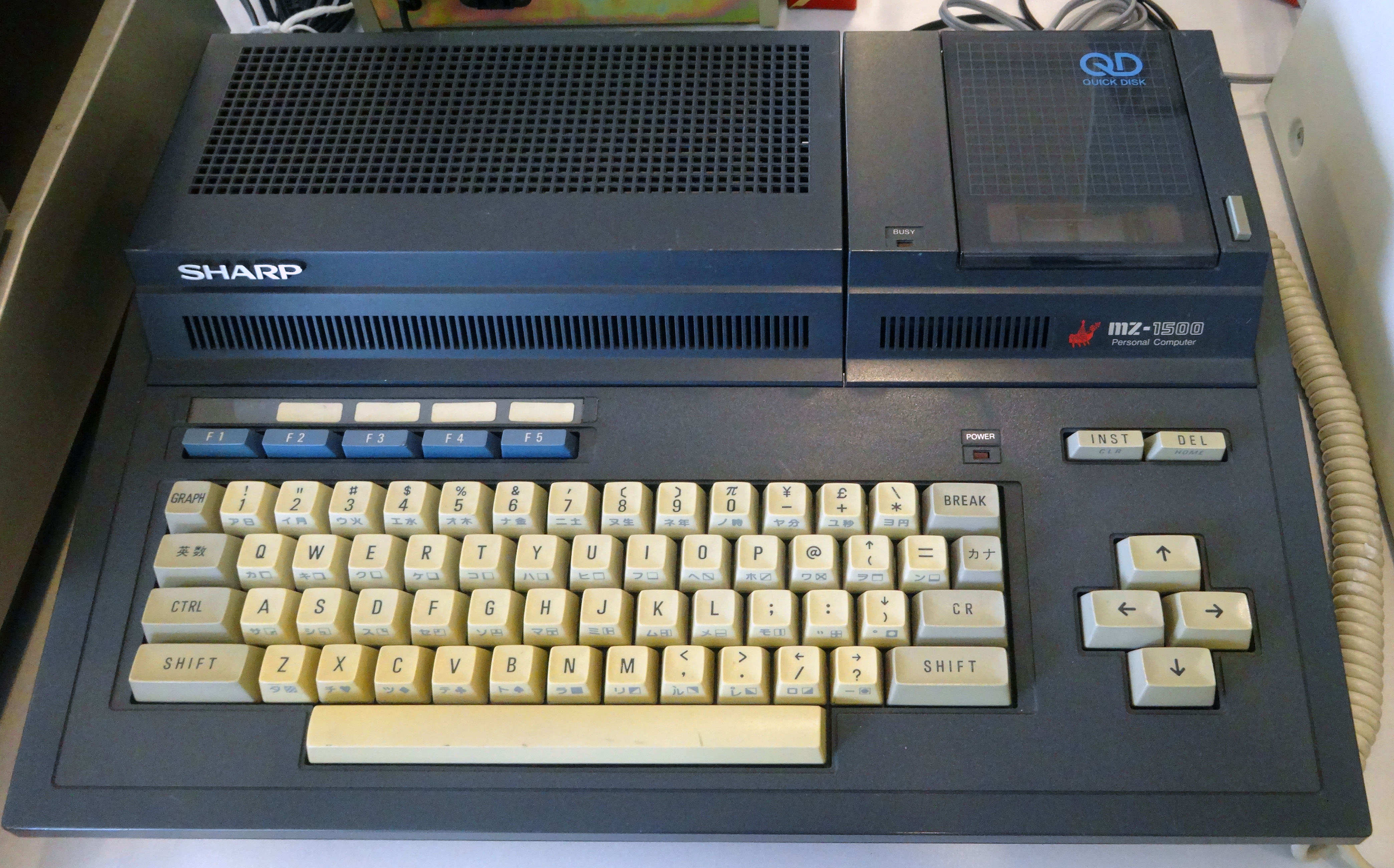
MZ-1500

MZ-1500（エムゼットせんごひゃく）は、シャープが発売したMZシリーズに属する8ビットのパーソナルコンピュータである。当時ハイエンドではPC-8801・X1・FM-7が、ローエンドではMSXが主流となりつつあり、大きなシェアを得るには至らず国内におけるMZ-80Kの流れを汲む最終機種となった。1984年6月1日発売。
1984年度グッドデザイン賞受賞。

## 概要
MZ-1500は、MZ-700の基本的な設計・仕様を踏襲した上で、グラフィックス、サウンド等の機能を強化した後継機である。また、外部記憶装置としてクイックディスクを標準装備している事を特徴としている。

### トライアングル設計
以下に述べるクリーン設計・クイックディスク・RAMファイルの三つの特徴的な仕様を、カタログでは『トライアングル設計』と称していた。

#### クリーン設計
従来機種と同じくクリーン設計であり、システムを直接本体に持たず、主となるシステムプログラムは外部記憶装置から読み込む。ローレベルな処理の書かれたROMモニタが実装されていることは従来機種と同じだが、MZ-1500では起動時にクイックディスクからの起動を試み、不可能な場合はMZ-80B等と同じようなブートメニューが起動時に表示されるようになった。メニューには、選択肢として内蔵のクイックディスク、並びにフロッピーディスク、カセットテープの他、ROMモニタの起動が用意されている。

#### クイックディスクドライブの搭載
当時、フロッピーディスクはメディア、ドライブ共に高価だった。ランダムアクセスに伴う制御や構造が複雑なFDDに対し、QDはシーケンシャルデバイスでありディスク上の任意の位置にあるデータを読み書きするようなことはできない反面、ドライブ、ディスクともに単純で簡素な構造で実現でき、コストを低く抑えることが可能であった。QDはコンパクトなサイズ、最大64KBを8秒で読み込むアクセス速度、両面で128KB記録できる容量、そしてドライブ本体とディスクの価格の安さというアドバンテージを持っており、広告でも大きな宣伝文句となっていた。MZ-1500では内部的な接続にZ80SIOを使用し、アクセスに要する処理自体も少ないため制御ルーチンも小型になっている。フロッピーディスクの低価格化によるコスト的なメリットの消失、QD自体の環境の変化や経年劣化に対する弱さが露呈するのは後年の話である。

#### RAMファイル
上記クイックディスクの弱点であるランダムアクセス性能を補完するため、I/O空間にQDの片面と同じ容量の64KBのメモリデバイスが内蔵オプションとして用意された。QDはシーケンシャルデバイスであるため、記録された複数のファイルのうち1つだけを削除したり、ファイルサイズを大きくして上書きしたりすることができない。そのためには、QDの内容をすべてバッファに読み込み、必要な変更を加えてディスク全体を書き直す必要がある。RAMファイルはこのようなバッファとしての用途を想定している。
BASIC等ではQDとのやり取りや、RAMファイルを対象とするランダムアクセス、プリンターバッファなどとしての利用がサポートされている。
ボード上のアクセス開始位置を指定するアドレスカウンタには、Z80のI/Oアドレスを16bitで指定できる仕様を使い、一度のI/Oアクセスでボード上の任意のアドレスをボードに対して渡すことができた。

### MZ-700から拡張された機能

#### 画面表示機能の強化
MZ-1500では、MZ-700互換の40×25文字のテキスト画面に加えて、カラーコードと表示色を任意に指定できるパレット機能と、テキストプレーンに対するプライオリティー付きのPCGが追加された。キャラクタ一つあたり8×8ピクセルで構成され、ピクセル単位で8色から任意の色指定が可能なPCGを1024個定義することが可能になっている。
また、PCG部分の描画プライオリティーは、PCG優先、もしくは、背景色とテキスト色の間、PCG非表示が選択可能である。
系列機種のテキスト画面をベースにする表示設計はピクセル単位でのグラフィックス表現の実装にも影響を与え、この機種では他の機種に見られるようなグラフィックスVRAMは存在しない。ピクセル単位での表示を行う場合には、アトリビュートエリアにPCGコードを書き込むことで表示されるパターンを指定し、各色プレーンごとに用意された定義エリアにコードに対応する表示用のビットマップパターンを定義する。言わば、ゲーム機におけるバックグラウンド画面に近い構造を採っており、ビットマップグラフィックス的な表示は、PCGコードを1種類ずつアトリビュートへ敷き詰め、パターンの定義エリアを書き換えることで擬似的に実現する。
他のX1や、MSX、ゲーム機のBG画面などではテキスト画面としての役割の一部も担い兼用するような実装になっていることが多いが、MZ-1500ではテキスト画面とは独立した表示の仕組みとして実装されており、他の実装よりも多くのパターンを使用可能であることも特徴である。
但し、PCGのパターン書き換えのタイミングは水平ブランキング期間のみ許可されるため、PCGの定義データを頻繁に書き換えるのではなく予め定義されたPCGを書き換えずに多用する様な実装に向いているのは、BG画面等と同様である。
BASICではPCGを敷き詰めた状態を擬似的にグラフィックスとして扱い一般的なグラフィックス描画コマンドを提供しており、それに加え24個のPCGが取り扱えるように見せている。
これらの実装によりMZ-80K系列の機種では初めてピクセル単位での描画が可能になったことに加え、オプションの漢字ROM、辞書ROMの存在も手伝い、幾つかのワープロソフトも発売された。
なお、同クラスも含む、同世代の多くの他機種が持つテキスト画面の80桁表示は本機でも採用されなかった。

#### 音源の強化
音源チップを二つ搭載
従来機種は8253の矩形波出力を利用した3オクターブの単音での演奏機能しか持たなかったが、MZ-1500ではSN76489を2個搭載し、6オクターブ・3重和音+1ノイズを左右に振り分けるステレオ音声出力が可能になった。
内蔵スピーカーからは2個のSN76489の出力がミックスされてモノラル出力される。外部出力端子はチップ毎に独立して用意されており、ステレオ出力が可能。ただし、事実上ほとんどのソフトウェアがモノラル6重和音+2ノイズとしてサウンド機能を使っているため、外部出力端子にスピーカーを接続する際には注意が必要である。また、基本波形のデューティ比が50:50で、両チップとも同じであるため、別チップに対し、同じ音程を出力させようとした場合位相が逆になり、打ち消されてしまうケースもある。なお、モノラル出力やパンが振られては困る場合に備え、両方のチップに対して同じ値を出力するI/Oポートも存在している。
音声出力への対応
同時期の他の機種に見られた音声合成がMZ-1500でもオプションボードとしてサポートされた。ボイスボード(MZ-1M08)には、音声合成用のチップと追加音声が収録されたROMが搭載されており、MZ-1500のBASICでは、増設側のROMに内蔵されている38種類の定型メッセージ、一音ごとの発音、若干数のメロディー波形を扱うことができた。BASICからの対応は無かったものの、音声合成チップ自体には時計を意識した英語の数字、定型文などの音声をデータとしては持っており、I/Oポート経由でシリアル制御を行い、発声速度、発音内容などを指定する形になっていた。指定した音を連続して再生するような形であるため、音のつながりや音程、ニュアンスなどの表現は出来ない。当時、このボイスボードを用いてバイナリデータを読み上げる機能を持つソフトがサードパーティから販売されており、雑誌に掲載されていた機械語ソフトのダンプリストの入力後チェックに重宝された。このボイスボードはMZ-2500並びに、その後継機であるMZ-2861でも利用可能である。
MZ-700互換サウンド出力
MZ-700と同様に、8253のチャネル0から矩形波の単音を出力することもできる。このためハードウェアの仕様としては実は7重和音である。また、音楽演奏用の割り込みタイマの必要性から、MZ-700互換音源部のサウンド出力をマスクし、チャネル0をタイマ割り込み源として使用できるようにハードウェアの変更がなされている。
後に個人で移植が試みられたドルアーガの塔では、SN76489で出しにくい低音部の出力に使用している。
オープニングで「喋る」ことが話題になったサンダーフォースの1bitPCMはこちらの互換サウンド出力を利用している。

#### 拡張スロットの標準搭載
MZ-1500では、他の多くの機種でもオプションとなっている拡張スロットを1ポート分本体に持っており、標準搭載されたインターフェイス以外の拡張が容易になっている。
ボードサイズはMZ-1U03でも使用されたMZ-2200等共通サイズの物となっており、実際に使用する際には本体サイズよりも後ろにせり出す形になっているため、使用時にはスロットカバーを取り付けるようになっている。その場合、奥行きが少し長くなる。また、専用ボードの設置場所、ならびにこの拡張スロットの存在によって、MZ-700よりも筐体の背が高くなっている。
別途拡張スロットのMZ-1U08が用意されているが、こちらは使用出来るアドレスの範囲が狭くなっており、00h-C7hの範囲外のボードについては本体側の拡張スロットに接続する必要がある。

### MZ-700との互換性
前述のようなハードウェアの拡張は、MZ-700の設計をほぼそのままに未使用だった部分を拡張する形で実装されており、海外でリリースされたMZ-800が新規のハードウェアに対して互換性のある回路を実装したこととは対照的な設計となっている。
MZ-700において拡張ROM領域であった$E800～$FFFFには第2モニタ9Z-502Mが置かれ、QD・FD・RAMボードからのブートや、モニタ自体にはメモリダンプなどの機能拡張が行われている。従来の第1モニタは1Z-009Bに改訂され、いくつかのバグフィックスがなされた他はMZ-700とほぼ完全な互換性を保っているなど、前述のハードウェア設計も含め、後方互換性は非常に高く設計されている。
シリーズローエンドを担う姿勢は変わらず、映像出力には引き続きRF出力・コンポジットビデオ出力が用意され、家庭用テレビへの接続が可能になっているほか、家庭用テープレコーダー用の入出力端子も用意されている。
QDの搭載によりデータレコーダはオプションであるが、上記のように家庭用のテープレコーダーが利用できるほか、専用データレコーダ用のインタフェイスも装備している。
BASICはS-BASICと互換性を保ちつつ、グラフィックスやサウンド、クイックディスクのサポートなど新機能に対応した5Z-001が添付されている。
命令セットに互換性はあるものの、ファイルアクセスなど仕様の異なる部分や、BASIC本体の機能の増加によるフリーエリアの減少の影響を受け、動作しないMZ-700のソフトウェアも存在する。その場合でも従来機種のシステムがそのまま動作するため、MZ-700のシステムを読み込むことで解決することができた。
2016年には、MZ-1500で拡張された部分と一部オプションを実装した「MZ-1500バージョンアップアダプタ」を拡張バスに接続することによって、MZ-1500相当にする試みが個人によっておこなわれ、幾つかのMZ-1500用のソフトウェアがMZ-700で動作する様が動画で公開されている。

## ハードウェア

### 仕様
仕様は以下のとおりである。
- CPU: Z-80A 3.579545MHz[注 3]
- RAM:
  - メイン 64KB
  - テキストVRAM及び、アトリビュートVRAM 4KB
  - グラフィックス(PCG)用VRAM 24KB
- ROM:
  - MZ-700互換モニタ(1Z-009B) 4KB
  - MZ-1500用モニタ(9Z-502M) 8KB
  - CGROM 4KB

各種キャラクタパターンが格納されている。バンク切り替えによりCPUからアクセスが可能になった。
- 音源
SN76489を二つ装備。スピーカーへはMIXされた音声、背面出力ポートからは各々独立した出力が行われ、同時に駆動させるためのI/Oポートも用意。
矩形波×3+ノイズ1の出力が2セット。
MZ-700アプリケーションでは8253の矩形波出力モードを利用した単音。6オクターブのSN76489に対して3オクターブ。通常は周期を指定して鳴らすが、CPUが直接トリガを掛け、制御することも可能である。
内蔵スピーカー出力は最大500mW
- 表示能力
  - テキスト

40文字×25行(1000文字、8色)
  - グラフィックス

320×200ドットと24文字のPCG(8色)または1000文字(1024文字)のPCG(8色)
実態は上述のように40文字×25行のPCG。
PCG画面はテキスト画面の上、または「テキストの文字色と背景色の間」に重ね合わせることが可能。
  - パレット機能(パレットデータはテキスト、PCG共用)
- 補助記憶装置
クイックディスクドライブを1つ装備。
片面64KB、両面使用時128KB
- 時計機能
24時間対応。バッテリバックアップなし。
- 電源 AC 100V ±10％ 50/60Hz 消費電力 28W
- 使用条件 温度/使用時 0℃ ～ 35℃、湿度/使用時 85％以下
- 外形寸法・重量
440(幅)×305(奥行)×109(高さ)mm・5kg

- 本体標準価格 89,800円。

### 搭載インターフェイス
- ジョイスティック：独自仕様5ピン×2ポート
- 映像出力
  - デジタルRGB出力(8ピンDIN)×1
  - コンポジットビデオ出力×1
  - RF出力(アナログTV1Ch/2Ch切り替え可、カラー/白黒切り替え可)×1
- データレコーダ(MZ-1T03)用端子: 8ピンミニDIN×1、オーディオカセットレコーダ用端子:Read、Write各１
- プリンターインターフェイス×1:本体背面のディップスイッチ[注 4]でセントロニクス社準拠仕様とMZ専用仕様とを切り替え可能。カードエッジコネクタ仕様。
- 汎用拡張I/Oスロット×1
- RAMファイル専用スロット×1
- ボイスボード専用スロット×1

## 標準添付品
- マニュアル(4冊)
  - OWNER'S MANUAL
  - BASIC LAGUAGE MANUAL
  - UTILITIES/APPLICATIONS MANUAL
  - 初めてお使いになる人のために
- スロットカバー
- 電源コード
- 家庭用テレビ接続ケーブル
- ファンクションキーラベル
- 保証書
- お客様ご相談窓口一覧表
- ご愛用者カード
- QD2枚

## ソフトウェア
MZ-700のソフトウェアの多くもシステムソフトウェアも含めそのまま利用することが可能であった。
また、ナムコ（現・バンダイナムコエンターテインメント）、データイースト（現在既に清算済み）の移植作品並びに、オリジナルのソフトウェアが電波新聞社から、任天堂、自社製品の移植作品をハドソン等が供給していた。その中にはMZ-700+PCGの構成で作られたものをリファインしただけのものもあり、必ずしもMZ-1500の性能が引き出されていたとは言い難いものもある。
ソフトウェアカタログとして発売予定のソフトウェアの一覧があったが、一部は発売されていない。
標準添付のソフトウェアは、QDで提供され、標準のシステムである5Z-001(QD BASIC)の他、PSGエディタ、PCGエディタ、デモエディタなど、BASICでのプログラム作成を補助したり、BASICがわからなくとも機能を体験できるようなアプリケーションが用意されていた。

### システムソフトウェア
- 5Z-001(QD BASIC)
標準添付のS-BASIC。
- Hu-BASIC V2.0
ハドソンによるマイクロソフトBASICの命令体系を持つBASIC。MZ-700では標準添付であったが、MZ-1500ではオプションとなった。QDへのアクセスはベリファイの為一度ずつ多く行われる。予約語の多さや、グラフィックス機能への対応は他の機種同様であるものの、PSGや、ボイスボードなどの音周り、並びに、漢字ROMや、辞書ROMには、非対応である。標準価格10,000円。
- ZQ-1SC-B(スーパーカラーBASIC)
マイコンシステム企画による、グラフィックスを強化したBASIC。標準価格6,000円。
- MZ-5Z002(システムプログラム)
他の機種でのF-DOSに相当するエディタアセンブラ、シンボリックデバッガなどのツールセット。
- MZ-2Z032(DISK BASIC)
MZ-1500用のフロッピーベースのBASIC。
- S-OS "MACE" 並びに "SWORD"
『Oh!MZ』に掲載され、主にZ80系CPUを使用したパーソナルコンピュータで共通のバイナリを動作させる試みの一つ。
80桁モードが使えないなど、ハードウェアの仕様による制限を一部受ける。
- Integrated Monitor
マイクロラブから発売されたデバッガ。セルフリロケータブルモニタ・スクロールディスアッセンプラ・リロケータブルトレーサが統合されたもの。ボイスボードを用いた音声ダンプ機能を装備。

## 周辺機器

### シャープ純正オプション
- MZ-1D15B(14インチカラーディスプレイ)
MZ-1500に合わせて発売された本体色黒の専用RGBディスプレイ。
- MZ-1E05(フロッピーインターフェイス)
MZ-1F07同梱インターフェイス単体での型番。
- MZ-8BI03(RS-232Cボード)
MZ-80B由来のRS-232Cボード。標準価格50,000円。
- MZ-1E24(RS-232Cボード)
旧製品MZ-8BI03が高価格であったため低価格化が図られた。標準価格17,800円。
- MZ-1E25(ポケットDBインターフェイス)
POCKET DB PA-300シリーズとデータのやりとりをするインターフェイス。専用カセットレコーダー端子を利用する。ケーブルとソフト「ADRESS NOTE」のセット。標準価格9,980円。
- MZ-1F02(ミニフロッピーディスクドライブ)
2Dの2ドライブフロッピードライブのみでの型番。標準価格158,000円。
- MZ-1F07(5.25インチ2D ミニフロッピーディスクドライブ)
インターフェイス、ケーブルも含む2ドライブFDD。標準価格158,000円。
- MZ-1T03(データレコーダ)
MZ-700向け本体組み込み型だったMZ-1T01を単体化したもの。MZ-5500と共用のオプションであるため、色は黒ではなくシルバー。標準価格12,000円。
- MZ-1P09(カラープロッタプリンタ)
MZ-700向け本体組み込み型だったMZ-1P01を単体化したもの。標準価格39,800円。
- MZ-1X03(ジョイスティック)
当時としては(現在でも)市販機では珍しい、可変抵抗器が用いられたものであり、スティックの角度をアナログ的に検出することができた。分解能は縦横各0～255。2つ接続可能。説明書には回路図が掲載されていた。MZ-700から継承。標準価格3,800円。
- MZ-1R12(SRAMメモリボード)
MZ汎用で利用可能なI/O空間に接続される32KBのSRAMカード。MZ-1500でも9Z-502Mがサポートしているためブートデバイスとしての利用が可能になっている。内容はバッテリによってバックアップされ、システムを入れておくことも可能。MZ-700以外では内蔵のPROMを無効にして利用する。市販される製品としては珍しくDIPタイプのメモリを二階建てに実装している。標準価格35,000円。
- MZ-1R23(漢字ROMボード)
JIS第1水準の16ドット×16ドットビットマップフォントが収録されたROMボード。東海クリエイト「ユーカラJJ」など、漢字を多用するソフトウェアには必要とするものもあった。標準価格19,800円。
- MZ-1R24(辞書ROMボード)
他の機種では、フロッピーに持っていたデータもMZ-1500では持つことができず、変換に使う辞書ROMボードも発売された。MZ-1R23のドータボードであるため、利用にはMZ-1R23が必要であり、アクセスの為のI/Oポートも同じアドレスを利用する。ソフトによっては辞書の学習機能を持っているが、このボード自体は学習内容を保存できずバッテリーバックアップ機能もないため、電源を切るとその結果は消失する。標準価格22,000円。
- MZ-1R18(RAMファイル)
概要にも説明のある内蔵メモリボード。ソフトウェアによってはバッファや、作業領域として装着を必須とする物もあった。標準価格18,000円。
- MZ-1M08(ボイスボード)
詳細は概要を参照。標準価格10,000円。
- MZ-1U08(拡張I/Oボックス)
MZ-700と兼用の2スロットの拡張I/Oユニット。MZ-1500ではMZ-1U03は利用できず、MZ-1U08ではスイッチの切り替えによってMZ-700に接続するか、1500に接続するかを選択することができた。I/Oアドレス00h-C7hの範囲のみがサポートされるため、この範囲を外れるアドレスを使用するものは、本体側のスロットに直接装備する必要がある。標準価格25,000円。

## その他
イメージキャラクターには倉沢淳美が起用され、彼女と「パソコン博士」宮永好道が出演するCMが、同社提供の「パソコンサンデー」でオンエアーされた他、多くの版のカタログにも登場した。
2014年には、個人製作でドルアーガの塔の再移植が試みられ、ディスプレイを縦に使い、MZ-1R18を必須とした形で作成されている。ソフトウェアの頒布は行われていないが、動画が公開されている他、イベント等で展示が行われた。